# Lactamide

Lactamide é um amido derivado do ácido láctico. É um sólido cristalino branco com um ponto de fusão entre 73°C e 76°C. Lactamide pode ser preparado por hidratação catalítica de lactonitrile.